# Pico de São Tomé
Pico de São Tomé – najwyższy szczyt Wysp Świętego Tomasza i Książęcej o wysokości 2024 m. Leży w niewielkiej odległości na zachód od centrum Wyspy Świętego Tomasza w Parku Narodowym Obo. Drugi pod względem wysokości szczyt, Pico Ana Chaves, leży na południowy wschód od niego. Góra jest porośnięta lasem i dostępna tylko pieszo. 
Cała Wyspa Świętego Tomasza jest olbrzymim wulkanem tarczowym wznoszącym się ponad dnem Oceanu Atlantyckiego, położonego tam na głębokości 3000 m. Wulkan powstał na morskim przedłużeniu Pasma Kameruńskiego, liniowej strefy ryftowej ciągnącej się z Kamerunu w głąb Atlantyku w kierunku południowo-zachodnim. Większość lawy na wyspie, która wydostała się na powierzchnię w wyniku erupcji w ciągu ostatniego miliona lat, składa się z bazaltów. Wiek najmłodszych skał jest oceniany na 100 tys. lat, ale w południowo-wschodniej części wyspy odkryto liczne i znacznie młodsze stożki żużlowe.